# فرودگاه یولا
فرودگاه یولا  (به انگلیسی: Yola Airport)  یک فرودگاه همگانی  با کد یاتا YOL است که یک باند فرود آسفالت دارد. این فرودگاه در  کشور نیجریه قرار دارد و در ارتفاع ۱۸۳ متری از سطح دریا واقع شده است.

## شرکت‌های هواپیمایی و مقصدهای پروازی

### مسافری
| شرکت‌های هواپیمایی | مقصدهای پروازی             |
| ----------------- | -------------------------- |
| آریک ایر          | ننامدی آزیکیوه             |
| Azman Air         | ننامدی آزیکیوه، مایدوگوری  |
| Med-View Airline  | ننامدی آزیکیوه، مرتلا محمد |